# Йосип та його брати
Йосип та його брати (нім. Joseph und seine Brüder) — цикл романів Томаса Манна, написаний у 1933-1943 рр. Натхненний подорожжю до Палестини в 1925 році, автор почав писати його в Мюнхені в 1926 році. Перші два томи видав С. Фішер у Берліні. Роман був закінчений через 16 років, у 1943 році, в еміграції у Каліфорнії. Манн переказує знайомі історії Буття, від Якова до Йосипа (розділи 27–50), поміщаючи їх в історичний контекст періоду Амарни.

## Історія створення
За спогадами Манна, задум роману виник у Мюнхені 1926 року. Перечитавши біблійну розповідь, він відчув бажання викласти історію докладніше. Не останню роль тут відіграли й мемуари Гете, що розповідають, як, незадоволений стислою біблійної розповіді, він ще в дитинстві без успіху намагався розвинути цю історію в ширшу повість, додавши деталі. Зрозуміло, були й глибші причини, що спонукали автора викласти цю чудесну, але по-репортажному скупу на деталі історію у чотиричастинному романі. Вони описані самим Манном у «Доповіді: Йосип та його брати».
Дві перші частини роману були написані у Мюнхені. У 1933 Манн несподівано для себе був змушений емігрувати з Німеччини. Рукопис залишився в Мюнхені й повернувся до автора завдяки старшій дочці письменника, яка ризикнула вирушити до нацистської Німеччини й проникнути до вже конфіскованого будинку. Проживши деякий час на півдні Франції, Манн зрештою оселився в Цюриху, де й закінчив роботу над третьою частиною, що є глибоким зануренням у повсякденне життя Стародавнього Єгипту, який цікавив письменника з дитинства. Четверта частина роману було написано Каліфорнії, неподалік Лос-Анджелеса.

## Структура

### Історії Якова
- Прелюдія. Зішестя в пекло
- І. Біля криниці
- II. Яків та Ісав
- III. Історія Діни
- IV. Політ
- V. Обслуговування Лавана
- VI. Сестри
- VII. Рахіль

### Молодий Йосип
- І. Тот
- II. Авраам
- III. Йосип і Беньямін
- IV. Мрійник
- V. Подорож до братів
- VI. Камінь перед могилою
- VII. Той, Хто був спотворений

### Йосип у Єгипті
- I. Подорож вниз
- II. Вхід до шеолу
- III. Прибуття
- IV. Найвищий
- V. Людина благословення
- VI. Уражений
- VII. Яма

### Йосип-годувальник
- Прелюдія у верхніх колах
- І. Друга яма
- II. Виклик
- III. Критська лоджія
- IV. Час отримання виборчих прав
- V. Тамара
- VI. Історія Бога
- VII. Загублене знайдено